# 土地公傳奇
《土地公傳奇》是一部台灣電視劇，1998年12月8日於華視播出的八點檔連續劇。由廖峻、陳亞蘭、陸一龍、施羽、黃仲裕、楊小黎主演。接檔《歡喜遊龍》。開全傳播製作，製作人為趙大深。

## 播出時間

### 首播
| 頻道 | 所在地 | 播映日期      | 播出時間                   | 備註                       |
| ---- | ------ | ------------- | -------------------------- | -------------------------- |
| 華視 | 臺灣   | 1998年12月8日 | 每週一至週五 20:00 - 21:00 | 第1集為 20:00 - 21:30 播出 |

## 劇情大綱
玉帝賜封的土地公（廖峻飾），原是民間税官，名叫張福德，因他是凡人不會做神，玉帝就在神界選了一個既漂亮又聰明的仙女（陳亞蘭飾）做他的妻子，好協助他。這位仙女是都海城隍爺（陸一龍飾）的三女兒。土地公土地婆下界為神，土地公有求必應，為民間百姓多做善事，借助城隍爺身邊文判官（施羽飾）、武判官（黄仲裕飾）的神界力量。

## 主演人物
| 演员   | 角色         |
| 廖峻   | 土地公       |
| 陳亞蘭 | 土地婆       |
| 施羽   | 文判官       |
| 黃仲裕 | 武判官       |
| 楊小黎 | 小滿（1-11） |
| 陸一龍 | 城隍         |

## 單元列表

### 第一單元：狐仙奇緣
| 播出日期               | 單元集數            | 單元名稱 | 演員 - 角色 |
| 1998年12月8日—12月15日 | 第1集～第6集，共6集 | 狐仙奇緣 | 謝祖武 - 江步雲 鄭家榆 - 白靈 郎祖筠 - 花姑 李威儀 - 江母 張立威 - 江步樓 宮雪花 - 姥姥 顧冠忠 - 袁真人 楊澤中 - 玉帝 王佩韻 - 紅玉 賴暄妮 - 三姨太 羅月亭 - 姚老爺 馬駿 - 馬老爺 |

### 第二單元：金石盟
| 播出日期                | 單元集數             | 單元名稱 | 演員 - 角色 |
| 1998年12月16日—12月22日 | 第7集～第11集，共5集 | 金石盟   | 陳俊生 - 孫山 陳德容 - 石玉蓮 傅雷 - 石萬財 游安順 - 賴德成 章復年 - 賴安 楊寶瑋 - 寶珠 劉秀雯 - 孫大娘 林偕文 - 巴永 湯恆武 - 土匪 |

### 第三單元：子母線
| 播出日期                | 單元集數              | 單元名稱 | 演員 - 角色 |
| 1998年12月23日—12月31日 | 第12集～第18集，共7集 | 子母線   | 林在培 - 徐盛 夏靖庭 - 阿大 馬惠珍 - 阿大妻 梁修治 - 王文信 班鐵翔 - 陳三 文帥 - 范雲 鄒琳琳 - 范妻 倪齊民 - 徐繼祖 劉明 - 奶奶 劉越逖 - 大夫 朱嘉惠 - 住持 張鈞 - 幼年徐繼祖 杜念嚴 - 杜知縣 唐川 - 陶大爺 何奕東 - 王其 賈中良 - 門神 王有日 - 門神 張文玲 - 二太太 陳麒凱 - 官差 |

### 第四單元：為善最樂
| 播出日期            | 單元集數              | 單元名稱 | 演員 - 角色 |
| 1999年1月1日—1月6日 | 第19集～第22集，共4集 | 為善最樂 | 邰智源 - 韓青 侯炳瑩 - 雲娘 李欣 - 劉氏 宋逸民 - 劉德志 江洋 - 族長 王瑞林 - 劉保 杜念嚴 - 梁二 張文玲 - 小翠 李龍吟 - 劉總管 周密 - 小茜 林玉娟 - 村婦 鐘家珍 - 葉氏 余繼孔 - 道士 湯恆武 - 乩童 |

### 第五單元：大小娘親
| 播出日期             | 單元集數               | 單元名稱 | 演員 - 角色 |
| 1999年1月7日—1月26日 | 第23集～第36集，共14集 | 大小娘親 | 龍隆 - 路明洲 張瑠瓊 - 張氏 甄秀珍 - 艷娘 洪流 - 月下老人 王皓 - 路文彥 鄭家榆 - 水蓮 楊寶瑋 - 陳新梅 劉越逖 - 陳知府 曾晴 - 吳姐 賈中良 - 劉福 李家珍 - 王媒婆 張文玲 - 小紅 杜念嚴 - 管家 劉松麗 - 小三 張鈞 - 幼年路文彥 楊佩潔 - 幼年水蓮 |

### 第六單元：土地借妻
| 播出日期             | 單元集數              | 單元名稱 | 演員 - 角色 |
| 1999年1月27日—2月3日 | 第37集～第42集，共6集 | 土地借妻 | 龐祥麟 - 唐萬財 楊慶煌 - 唐文雄 李璇 - 唐母 管謹宗 - 唐父 劉秀雯 - 王妃 楊仲恩 - 李勇 李昆 - 王公公 談學斌 - 段鴻志 李又麟 - 師爺 陳麒凱 - 官差 |

### 第七單元：再生緣
| 播出日期             | 單元集數              | 單元名稱 | 演員 - 角色 |
| 1999年2月4日—2月12日 | 第43集～第49集，共7集 | 再生緣   | 陳俊生 - 林慶隆 陳德容 - 呂寶珠 張宇豪 - 林添福 劉明 - 林母 孟庭麗 - 蘇麗貞 玉尚 - 李文忠 劉越逖 - 縣令 章復年 - 師爺 賈中良 - 捕頭 |

### 第八單元：福星高照
| 播出日期              | 單元集數              | 單元名稱 | 演員 - 角色 |
| 1999年2月17日—2月24日 | 第50集～第55集，共6集 | 福星高照 | 湯志偉 - 王福 鄒琳琳 - 田英淑 林立洋 - 余承宗 傅雷 - 田貴祥 馬惠珍 - 田劉氏 周紹棟 - 章永康 柯淑勤 - 田靜淑 楊寶瑋 - 陸瑤紅 楊澤中 - 陸振鵬 班鐵翔 - 龍王三太子 楊雄 - 信誠 閻健雄 - 長春 |

### 第九單元：小霜
| 播出日期             | 單元集數              | 單元名稱 | 演員 - 角色 |
| 1999年2月25日—3月5日 | 第56集～第62集，共7集 | 小霜     | 徐貴櫻 - 柳如煙 季芹 - 秋小霜 柯叔元 - 杜玉麟 龍隆 - 趙仰山 談學斌 - 魯貴 劉越逖 - 杜德高 李威儀 - 杜夫人 沈瑞焜 - 秋雨聲 陳彥宇 - 小魯貴 江青霞 - 鴇兒 劉松麗 - 老九 章復年 - 杜升 |

### 第十單元：梨花飄香
| 播出日期             | 單元集數              | 單元名稱 | 演員 - 角色 |
| 1999年3月8日—3月12日 | 第63集～第67集，共5集 | 梨花飄香 | 張瑠瓊 - 陳夫人 楊仲恩 - 陳大貴 蘇意菁 - 董梨花 余繼孔 - 許健 龐祥麟 - 胡大海 夏靖庭 - 陳喻生 梁修治 - 程達魁 陳立芹 - 尚書小姐 李全忠 - 捕快 賴暄妮 - 小鳳 邱青 - 尚書夫人 何奕東 |

### 第十一單元：油麻菜籽
| 播出日期             | 單元集數               | 單元名稱 | 演員 - 角色 |
| 1999年3月15日—4月7日 | 第68集～第85集，共18集 | 油麻菜籽 | 林在培 - 楊明遠/鄭新明 甄秀珍 - 林柳 鄒琳琳 - 鄭文秀 鄭家榆 - 王小滿/楊滿 邱心志 - 梁小寶/楊元 王皓 - 趙人傑 侯炳瑩 - 李合美 陳子強 - 鄭其昌 王瑞林 - 楊父 劉明 - 楊母 馬惠珍 - 倩姐 劉越逖 - 趙安 李長安 - 李凌 邱幼旻 - 李夫人 張宇豪 - 幼年楊元 楊佩潔 - 幼年李合美 張鈞 - 幼年趙人傑 余晉 - 幼年鄭其昌 楊小黎 - 幼年楊滿 楊澤中 - 玉帝 |

### 第十二單元：賭坊阿美
| 播出日期             | 單元集數              | 單元名稱 | 演員 - 角色 |
| 1999年4月8日—4月15日 | 第86集～第91集，共6集 | 賭坊阿美 | 徐貴櫻 - 吳阿美 楊慶煌 - 陶樂 陳仙梅 - 阿珠 鄧安寧 - 崔明 李志堅 - 朱三 伊正 - 朱六 李又麟 - 陶百萬 李全忠 - 捕頭 王瑞林 - 巡按大人 馬駿 - 張子泉 林耀德 - 王小二 |

### 第十三單元：雙龍奪珠
| 播出日期             | 單元集數                | 單元名稱 | 演員 - 角色 |
| 1999年4月16日—6月8日 | 第92集～第129集，共38集 | 雙龍奪珠 | 楊懷民 - 趙永元 劉雪華 - 宋鳳娘 崔佩儀 - 閻姬 星卉 - 婉兒 張復建 - 閻兆良 文帥 - 孟祥 陳鴻烈 - 崔寶年 邱心志 - 唐皓天 江祖平 - 木小青 黃少祺 - 趙啟賢 楊寶瑋 - 彭玉櫻 楊澤中 - 彭白晨 劉越逖 - 唐錚民 王皓 - 羅萬中 田平春 - 羅世祈 常楓 - 裴師傅 張國棟 - 鄧明 胡翔評 - 陳寧遠 張立威 - 五指山山神 章復年 - 大臣 |

### 第十四單元：天生一對
| 播出日期             | 單元集數                | 單元名稱 | 演員 - 角色 |
| 1999年6月9日—6月18日 | 第130集～第137集，共8集 | 天生一對 | 蔡燦得 - 何俊蘭 陳昭榮 - 鐵力強 洪流 - 月下老人 李璇 - 註生娘娘 乾德門 - 鐵力鋼 譚艾珍 - 笑娘 趙學煌 - 何敬業 馬惠珍 - 春姬 李又麟 - 馮震 鄭平君 - 薛衣人 王孫 - 王威 明金成 - 王福 賈中良 - 王二 李龍吟李捕頭 杜念嚴 - 黃師爺 張立威 - 鐵力勇 張文玲 - 雁兒 余妮 - 小石頭 吳莉萍 - 小阿姨 鄧安寧 - 楊大夫 楊懷民 - 皇上 李威儀 - 皇后 張復建 - 包真 |

### 第十五單元：俠義柔情
| 播出日期              | 單元集數                | 單元名稱 | 演員 - 角色 |
| 1999年6月21日—6月25日 | 第138集～第142集，共5集 | 俠義柔情 | 張佩華 - 孟悔 季芹 - 水蓮 孟飛 - 段玉 蘇意菁 - 方含月 龍隆 - 方大同 戚冠軍 - 唐直 游安順 - 玉面鼠 林偕文 - 雷公 班鐵翔 - 司馬無忌 鄭平君 - 東方無色 賈中良 - 賈六 文影 - 春喜 林芷薇 - 丁寧 章復年 - 阿忠 陳建隆 - 官差 李志祥 - 大夫 陳麒凱 - 官差 |

### 第十六單元：土地婆下凡
| 播出日期              | 單元集數                 | 單元名稱   | 演員 - 角色 |
| 1999年6月28日—7月14日 | 第143集～第155集，共13集 | 土地婆下凡 | 陳亞蘭 - 土地婆/薛玉蘭 廖峻 - 土地公/薛福 孫興 - 金白/白敬天 甄秀珍 - 青白/明翠 文帥 - 薛勉 李威儀 - 薛母 沈海蓉 - 張小梅 黃冠雄 - 太白星君 那達克 - 呂洞賓 管謹仲 - 王大 王燦 - 陳在文 班鐵翔 - 農夫 馬惠珍 - 陳母 明金成 - 阿金 張宇豪 - 少年薛長壽 余晉 - 幼年薛長壽 賈中良 - 胡伯 李龍吟 - 捕頭 成潤 - 成年薛長壽 |

### 第十七單元：將軍之愛
| 播出日期             | 單元集數                 | 單元名稱 | 演員 - 角色 |
| 1999年7月15日—8月2日 | 第156集～第168集，共13集 | 將軍之愛 | 林在培 - 皇上 張復健 - 門晉康 龔施茜 - 鄭新怡 李璇 - 老夫人 張鳳書 - 楚月 黃少祺 - 趙天雲 許子欣 - 玉芙蓉 乾德門 - 玉門春 謝興 - 嚴師父 楊澤中 - 鄭道弘 李志堅 - 王強 杜念嚴 - 杜公公 曾莞婷 - 小翠 張鈞 - 幼年趙天雲 班鐵翔 - 岳明 蔡慈愛 - 幼年楚月 皮百合 - 幼年玉芙蓉 曾晴 - 劉嬤嬤 邱幼旻 - 楚母 賈中良 - 大夫 |

## 主題曲
片頭曲：
- 《活一天拼一天》 作詞：光中　作曲：陳偉　演唱：陳偉

插曲：
- 《世間仙》 作詞：鄭進一　作曲：鄭進一　演唱：廖峻、陳亞蘭

片尾曲：
- 《你知道我知道》 作詞：潘協慶　作曲：潘協慶　演唱：林慧萍（「狐仙奇緣」—「土地借妻」第4集）
- 《月娘啊！聽我講》 作詞：熊天益　作曲：熊天益　演唱：江蕙＆熊天益（「土地借妻」第5集—「賭坊阿美」）
- 《孟婆湯》 作詞：林利南　作曲：游鴻明　演唱：游鴻明（「雙龍奪珠」—「俠義柔情」第4集）
- 《白絲線》 作詞：那英　作曲：李偉菘　演唱：那英（「俠義柔情」第5集—「將軍之愛」）

## 周邊商品

### 原聲帶
《土地公傳奇》電視原聲帶由福茂唱片製作發行，片數為2CD（CD1為《土地公傳奇》的原聲帶，CD2則為其他戲劇的主題曲、片尾曲），台灣於1998年發行。
CD1
1. 活一天拼一天（片頭曲）　演唱者：陳偉
2. 你知道我知道（片尾曲）　演唱者：林慧萍
3. 說好不相愛（插曲）　演唱者：陳偉
4. 世間仙（插曲）　演唱者：廖峻、陳亞蘭
5. 你知道我知道（排笛演奏版）　演奏者：張中立

CD2
1. 上弦月（電視劇《世間父母》片尾曲）　演唱者：許志安
2. 讓懂妳的人愛妳（港劇《壹號皇庭》主题曲）　演唱者：蘇永康
3. 體會（電視劇《四千金》片頭曲）　演唱者：陳慧琳
4. 不夜城（電影《不夜城》主題曲）　演唱者：張克帆
5. 相思如麻（電視劇《烈火情》主題曲）　演唱者：邰正宵

## 作品的變遷
| 臺灣 華視 每週一至週五 20:00 - 21:00 · 12月8日 20:00 - 21:30 · 12月9日起 每週一至週五 20:00 - 21:00 | 臺灣 華視 每週一至週五 20:00 - 21:00 · 12月8日 20:00 - 21:30 · 12月9日起 每週一至週五 20:00 - 21:00 | 臺灣 華視 每週一至週五 20:00 - 21:00 · 12月8日 20:00 - 21:30 · 12月9日起 每週一至週五 20:00 - 21:00 |
| --------------------------------------------------------------------------------------------------- | --------------------------------------------------------------------------------------------------- | --------------------------------------------------------------------------------------------------- |
| | 土地公傳奇 （1998.12.08 - 1999.08.02）                                                              | |
| 歡喜遊龍 （1998.10.12 - 1998.12.07）                                                                | 小李飛刀 （1999.08.03 - 1999.09.13）                                                                | |

1. ↑  郭婉華逝世 圈內人感傷痛失「阿嬤」 （页面存档备份，存于）聯合影音，2016年 07月 21日